# SkyShip 500

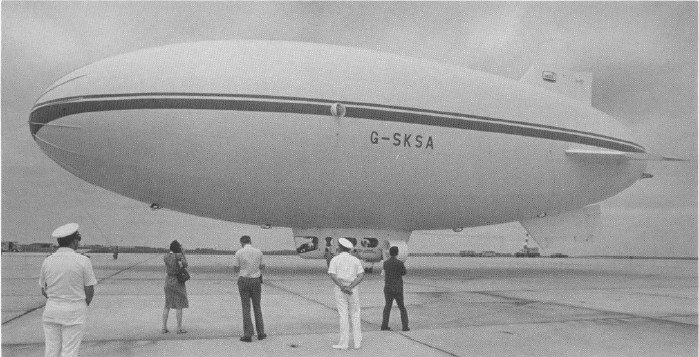
SkyShip 500

SkyShip 500 / AD 500 war ein Prallluftschifftyp, der im Jahr 1981 erstmals aufstieg.

## Geschichte
Nach dem Verlust von R101 und dem Abwracken von R100 zu Beginn der 1930er-Jahre trat rund 50 Jahre lang Ruhe in der britischen Luftschifffahrt ein. Trotz verschiedener Pläne und Projekte stieg erst 1979 wieder ein Luftschiff in den englischen Himmel – das AD 500. Es war der Prototyp einer völlig neuen Luftschiffbaureihe. Roger Munk, ein Ingenieur und Konstrukteur aus dem maritimen Bereich, arbeitete damals für den Shell-Konzern an einem großen Prallluftschiff für den Gastransport. Dieses Projekt kam jedoch nicht über das Zeichenbrett hinaus. Trotzdem sah Roger Munk Anwendungen für Luftschiffe, die von Flugzeugen oder Hubschraubern nicht erfüllt werden konnten.
Bereits 1976 begannen die Entwicklungen des AD 500, dem Prototyp der SkyShip-500-Serie. Dafür wurde die Firma Airship Developments gegründet, die später in Airship Industries überging, bevor sie von Westinghouse Airship Industries übernommen wurde – nunmehr Teil der heutigen Global Skyship Industries, Inc.
1979 wurde der Prototyp vorgestellt. Von Anfang an wurde bei der Entwicklung auf moderne Materialien und Technologien zurückgegriffen.
- Länge: 52,0 m
- Durchmesser: 15,2 m
- Gashüllenvolumen: 5139 m³
- Antriebsleistung: 304 kW
- Maximalgeschwindigkeit: 90 km/h, (70 mph)
- Zuladung: 900 kg

## Antrieb
Ein herausragendes Merkmal für dieses Luftschiff war die Schubvektorsteuerung. Die ummantelten Luftschrauben konnten insgesamt um 200 Grad nach oben und unten geschwenkt werden, ergaben so sehr gute Manövriereigenschaften und erlaubten eine kleinere Bodenmannschaft. Die Ummantelung sorgte für einen geringeren Lärmpegel und verringerte die Gefahr für Menschen am Boden, mit den Luftschrauben in Berührung zu kommen.
Die beiden Porsche-Motoren vom Typ 930 befanden sich innerhalb der Gondel hinter dem Passagierraum und waren über Antriebswellen mit den Luftschrauben verbunden.

## Gondel
Die Gondel bestand zum großen Teil aus aramidfaserverstärktem Kunststoff. Ihre einfache robuste Konstruktion erleichterte nicht nur die Fertigung, sondern erlaubte auch Flexibilität in der Gestaltung und erforderte nur wenig Wartung. Sie hängt an 14 Aramidseilen und ist zusätzlich gegen horizontale Bewegungen befestigt. Ihr Gewicht wird über vier parabolisch gewölbte Gürtel verteilt, die in der Hülle befestigt sind.
Die Kabine kann maximal neun Passagiere und drei Besatzungsmitglieder aufnehmen. Die Fenster können für einen besseren Ausblick geöffnet werden. Der Pilot hatte durch die große Frontscheibe eine ungestörte Sicht um fast 180 Grad.
Obwohl das Schiff für die Steuerung durch einen Piloten konstruiert war, gab es zwei Cockpitplätze. Die Bewegung der Leitwerksflächen erfolgte über die doppelten Steuer, es gab keine Pedale, wie in konventionellen Flugzeugen üblich. Die Motoren wurden über einfach ausgeführte Hebel in der Mitte der Steuerkonsole bedient.
Im März 1978 waren alle Hauptkomponenten im Hangar No. 1 in Cardington zusammengesetzt. In dieser Halle war rund 50 Jahre zuvor bereits das Starrluftschiff R100 gebaut worden. Beim Bau von AD 500 kam es zu Verzögerungen, so dass der ursprüngliche Termin der Jungfernfahrt verschoben werden musste. Es war auch bereits ein Käufer für das neue Schiff gefunden worden und so wollte man sichergehen, dass die Neuentwicklung auch alle in sie gesetzten Erwartungen erfüllte. Der Prototyp AD 500 führte am 3. Februar 1979 seine erste Fahrt durch.

## Einsätze
Der Prototyp existierte nur kurze Zeit. AD 500 wurde nach nur einem Monat am 8. März 1979 in Cardington am Ankermast liegend von einem Sturm zerstört. Es war nicht gelungen, das Schiff vorher in die Luftschiffhalle zu bringen. Die Hülle wurde mit der Notfallreißleine geöffnet, um das Gas entweichen zu lassen, bevor das Schiff vollkommen zerstört wurde. Es war jedoch nicht alles verloren. Das Schiff hatte seine Tauglichkeit bereits bewiesen und kurze Zeit später kamen die ersten Aufträge, die schon bald zum Bau des ersten Skyship 500 führten.
Von 1980 bis 1990 wurden sechs SkyShip 500 gebaut. Sie wurden nicht nur zur Werbung, sondern auch für Passagierrundfahrten und Überwachungsaufgaben eingesetzt. 1983 wurde erstmals ein Chartervertrag für ein Luftschiff abgeschlossen. Dieses Schiff wurde im März 1984 an den Sponsor Fuji geliefert. Am 28. Juli dieses Jahres wurde das SkyShip 500-05 an Japan Airship Services (JAS), eine Abteilung der Japan Airlines, verkauft. Es war der erste vollständige Verkauf eines Skyship 500. Später wurden weitere Exemplare an JAS, die koreanische Regierung und die Polizei Tokio für Überwachungsaufgaben verkauft.
Im Jahr 1984 wurden die Olympischen Spiele in Los Angeles zu Demonstrationszwecken genutzt, als das von Fuji gechartete Schiff die Gäste mit „Welcome“ auf seiner Hülle begrüßte. Dasselbe Schiff (G-BIHN) war auch im James-Bond-Film Im Angesicht des Todes (Originaltitel A view to a kill) zu sehen.
Das Nachfolgemodell des SkyShip 500 trägt die Bezeichnung SkyShip 600.

## Gebaute Schiffe
1988 waren fünf Skyship 500 in Betrieb.
- 500-02, G-BIHN, Basis: Cardington/England, Erstfahrt: September 1981
- 500-03, G-SKSA, Basis Weeksville/USA, Erstfahrt: April 1983
- 500-04, (HL), G-SKSC, Basis: Paris/Frankreich, Erstfahrt: März 1984
- 500-05, JA - 1003, Basis: Tokio/Japan, Erstfahrt: Mai 1984
- 500-06, G-SKSH, Basis: Touring/USA, Erstfahrt: August 1985

Die Abkürzung HL steht für die „heavy lift“-Version (Schwerlast). Bei dieser Modifikation war eine SkyShip-500-Gondel an eine SkyShip-600-Hülle montiert worden. So wurde 30 % mehr Auftrieb gewonnen, was unter anderem eine Reichweitenvergrößerung erlaubte.